# جورج إدوارد ستانلي
جورج إدوارد ستانلي (بالإنجليزية: George Edward Stanley)‏ هو كاتب أمريكي، ولد في 15 يوليو 1942 في ممفيس في الولايات المتحدة، وتوفي في 7 فبراير 2011 في أوكلاهوما سيتي في الولايات المتحدة.